# Хойригер

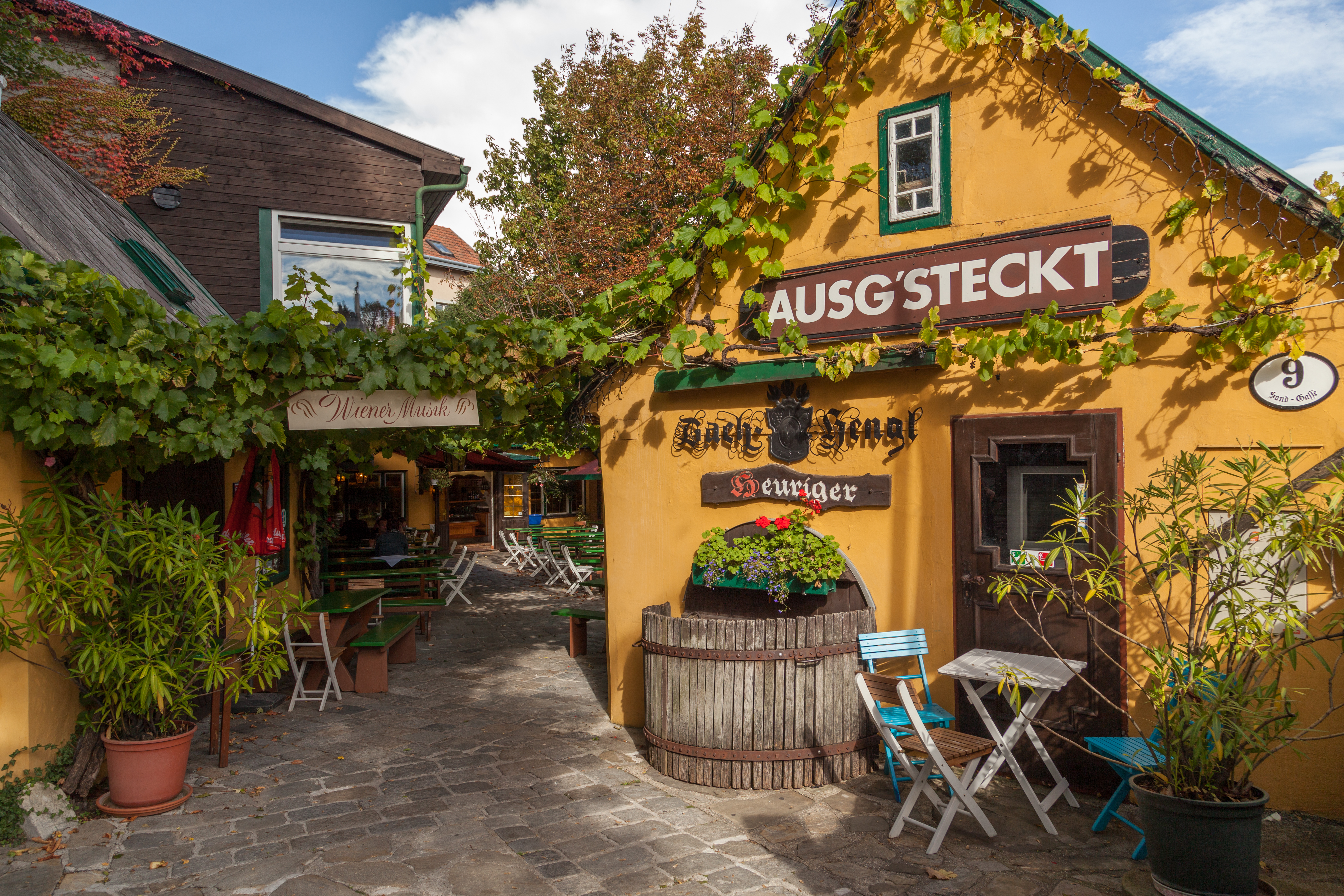
Хойригер в Гринцинге

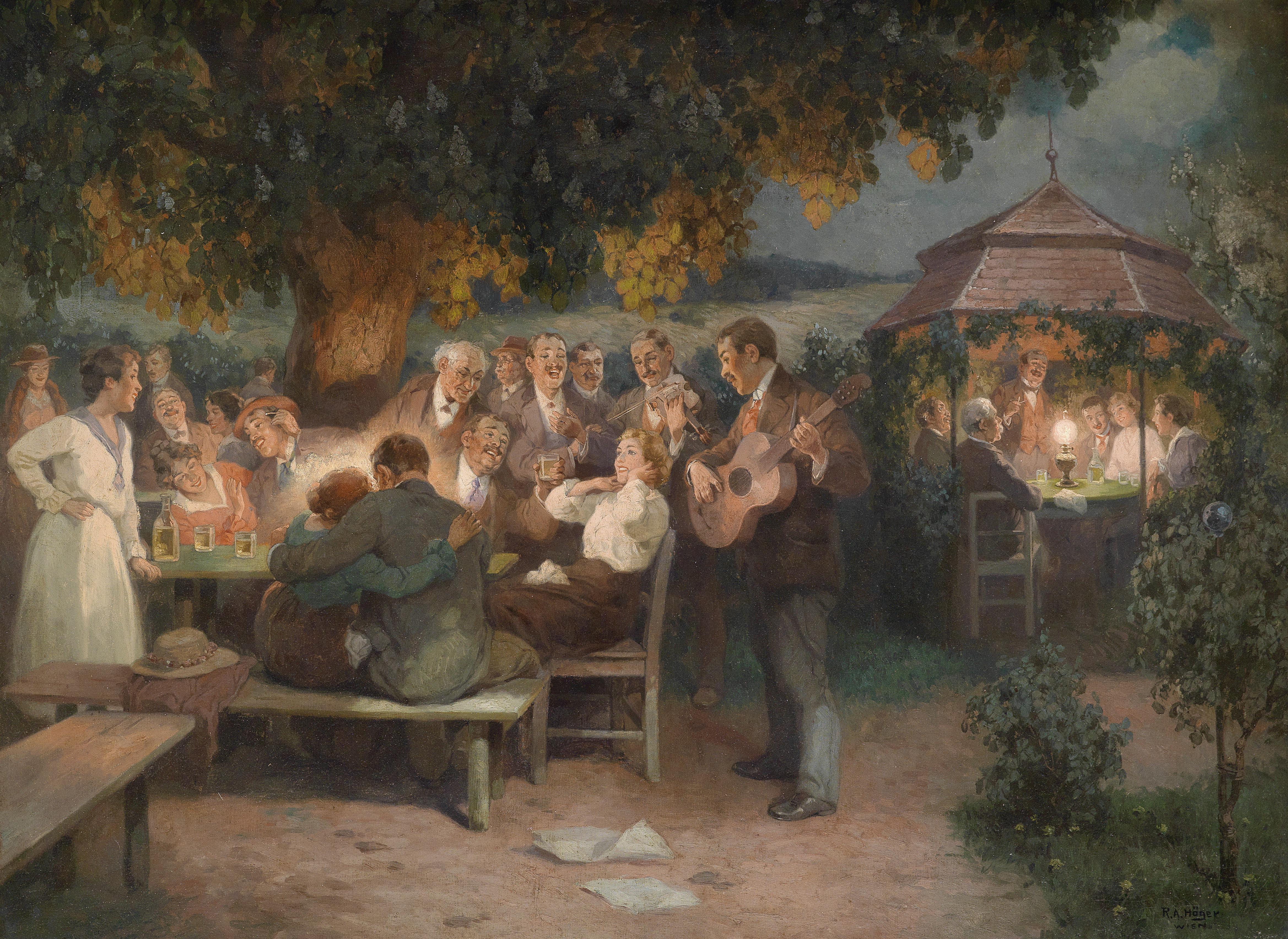
Хёгер, Рудольф Адольф. У хойригера. Начало XX века

Хо́йригер (нем. Heuriger — «нынешнего года») — австрийское молодое вино, а также название традиционных в восточной части Австрии (Вене, Нижней Австрии, Бургенланде и Штирии) питейных заведений («винных погребков»), в которых до дня Святого Мартина (11 ноября) крестьяне-виноделы разливают молодое вино собственного изготовления. Об аналогичной чешской традиции см. святомартинское вино.
Право продажи вина собственного производства на розлив без специальной лицензии восходит в Австрии к циркуляру, подписанному в 1784 году императором Иосифом II.  Хозяева хойригера могут продавать вино полученное только с собственных виноградников. В наше время каждая упомянутая выше федеральная земля имеет свой собственный закон о хойригерах, и в Вене это закон о винных ресторанах (Buschenschankgesetz) 1975 года. В классическом хойригере не держат пива, только вино, причём предлагается только два вида: красное и белое. Эти вина можно смешивать и получать розовое вино. Во время сбора урожая можно заказать мост — очень молодое вино, слабосброженный виноградный сок, напоминающий сидр.
В Вене большинство туристических хойригеров, отошедших от традиции и в наше время уже практически не посещаемых венцами по причине низкокачественного вина и сравнительно высоких цен, расположено в Гринцинге (ныне часть Дёблинга). Подаётся в них обычно вино из зелёного вельтлинера. Харчевни Гринцинга — некогда легендарные — сохраняли популярность у венцев вплоть до рубежа 1970-х и 1980-х годов, однако ныне подорвали свой престиж. Закон не регламентирует использование названия «хойригер», а говорит о понятии «бушеншанк» (Buschenschank). Верные традициям хойригеры находятся на границе с Венским Лесом, в Нойштифт-ам-Вальде, за Дунаем. В некоторых хойригерах гостям играют местные музыканты.